# Ooh La La (píseň, Britney Spears)
„Ooh La La“ je píseň nazpívaná americkou zpěvačkou Britney Spears. Tato píseň vznikla pro rodinný film z roku 2013 Šmoulové 2. Napsali ji skladatelé mezi nimiž je i například Max Martin, který s Britney pracoval již v dávných letech. I když demo verze unikla již několik týdnů před vydáním, svou premiéru si singl odbyl 17. června 2013 v rádiu KIIS FM, kde Britney poskytla i rozhovor nejen o nové písni, ale i o nadcházejícím albu a účinkování v Las Vegas. Videoklip vyšel 11.7. 2013 a za dva dny měl více než 7 milionů zhlédnutí.

## Hudební příčky
| Období (2013)          | Max. příčka |
| ---------------------- | ----------- |
| Austrálie              | -           |
| Rakousko               | -           |
| Kanada                 | 6           |
| Francie                | 73          |
| Německo                | 86          |
| Irsko                  | 13          |
| Nový Zéland            | -           |
| Švýcarsko              | -           |
| Velká Británie         | 72          |
| U.S. Billboard Hot 100 | 54          |